# Kwatta
Kwatta è un comune (ressort) del Suriname di 10.091 abitanti.